# Campionati africani di scherma 2017
I Campionati africani di scherma 2017 sono stati la 17ª edizione della manifestazione continentale organizzata dalla African Fencing Union. Si sono svolti dall'8 al 12 giugno 2018 a Il Cairo, in Egitto.

## Medagliere
| Posiz. | Nazione        | Oro | Argento | Bronzo | Totale |
| ------ | -------------- | --- | ------- | ------ | ------ |
| 1      | Egitto         | 6   | 4       | 7      | 17     |
| 2      | Tunisia        | 5   | 5       | 3      | 13     |
| 3      | Costa d'Avorio | 1   | 0       | 1      | 2      |
| 4      | Algeria        | 0   | 1       | 1      | 2      |
| 5      | Mauritius      | 0   | 1       | 0      | 1      |
| 5      | Marocco        | 0   | 1       | 0      | 1      |
| 7      | Senegal        | 0   | 0       | 4      | 4      |
| 8      | Sudafrica      | 0   | 0       | 2      | 2      |
| Totale | Totale         | 12  | 12      | 18     | 42     |

## Risultati delle gare

### Maschili
| Specialità  | Oro                                                            | Argento                                                           | Bronzo                                                             |
| Individuali |                                                                |                                                                   |                                                                    |
| Fioretto    | Alaaeldin Abouelkassem                                         | Mohamed Samandi                                                   | Jeremy Fafa Keryhuel Mohamed Essam                                 |
| Spada       | Ayman Mohamed Fayez                                            | Satya Gunput                                                      | Ahmed El-Saghir Alexendre Bouzaid                                  |
| Sciabola    | Fares Ferjani                                                  | Hichem Smandi                                                     | Ihen Ben Chaabene Ziad Elsissy                                     |
| A squadre   |                                                                |                                                                   |                                                                    |
| Fioretto    | Egitto Alaaeldin Abouelkassem Mohamed Essam Mohamed Hassan     | Tunisia Mohamed Ayoub Ferjani Mohamed Aziz Metoui Mohamed Samandi | Sudafrica Alexander Collings Robert McGregor Galan Wort            |
| Spada       | Egitto Ahmed El Saghir Ayman Fayez Sherif Fayez Mahmoud Mohsen | Marocco Abdelkarim El Haouari Houssam Elkord Aissam Rami          | Senegal Babacar Kadam Babacar Keïta Bourama Kéba Sagnan            |
| Sciabola    | Tunisia Farès Ferjani Ahmed Samandi Hichem Samandi             | Egitto Ahmed Amr Mostafa Ayman Ziad El Sissy Mohab Samer          | Senegal Moustapha Diagne Babacar Keïta Ibrahima Konté Ahmet M'bodj |

### Femminili
| Specialità  | Oro                 | Argento         | Bronzo                         |
| Individuali |                     |                 |                                |
| Fioretto    | Inès Boubakri       | Yara Elsharkawy | Anissa Khelfaoui Noura Mohamed |
| Spada       | Gbahi Gwladys Sakoa | Salwa Gaber     | Shirwit Gaber Maya Mansouri    |
| Sciabola    | Azza Besbes         | Yosra Ghrairi   | Meriem Ahmed Logayn Faramawe   |
| A squadre   |                     |                 |                                |
| Fioretto    | Egitto              | Algeria         | Tunisia                        |
| Spada       | Tunisia             | Egitto          | Sudafrica                      |
| Sciabola    | Tunisia             | Egitto          | Algeria                        |